# Список космонавток

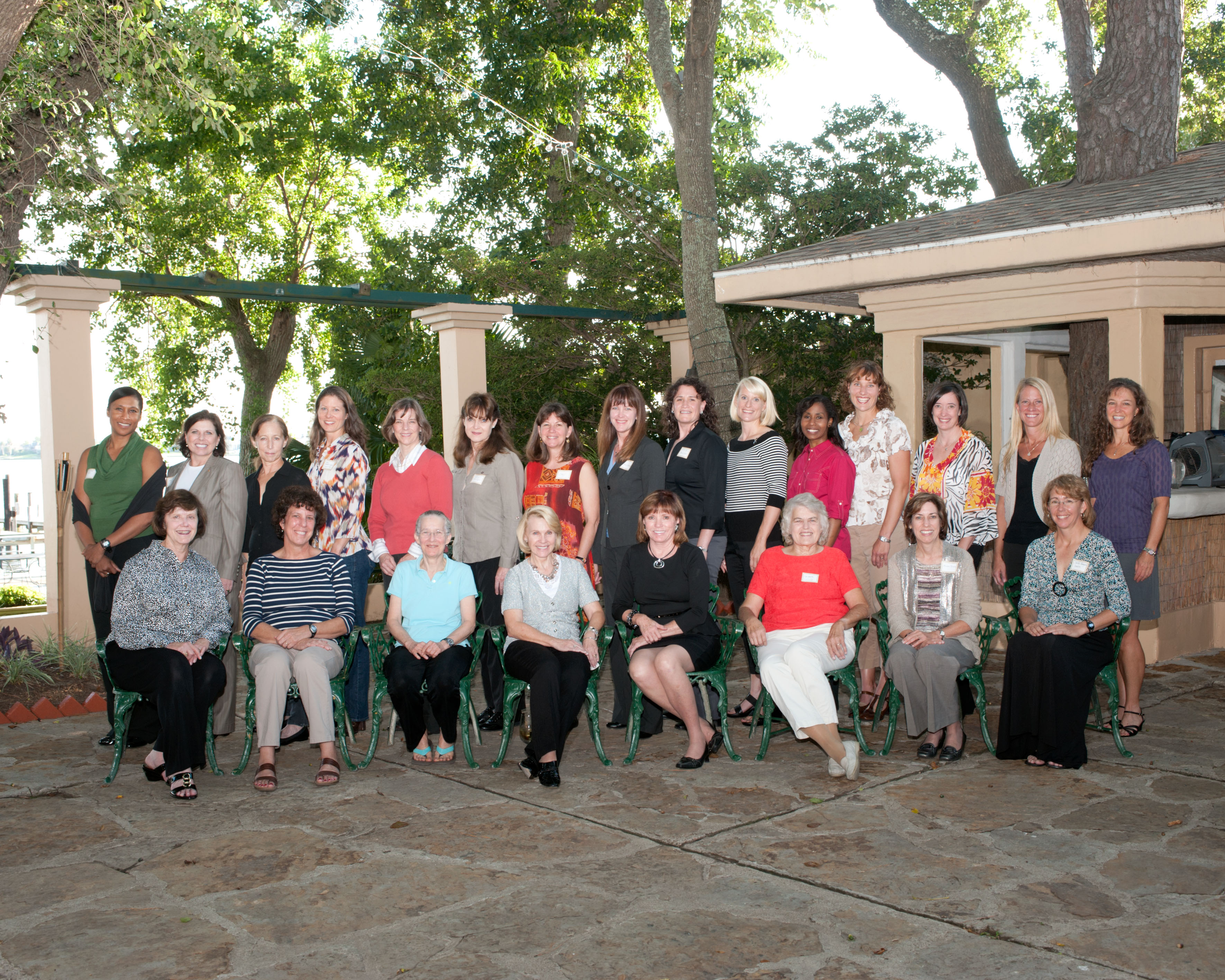
Зустріч поточних і колишніх астронавток НАСА в Космічному центрі Джонсона, вересень 2012 року. Зліва направо, сидять: Каролін Гантун (перша жінка-директор КЦД), Еллен Бейкер, Мері Клів, Рі Седдон, Анна Фішер, Шеннон Лусід, Еллен Очоа, Сандра Магнус.
Стоять: Джанетт Еппс, Мері Еллен Вебер, Марша Айвінс, Трейсі Колдуелл Дайсон, Бонні Данбар, Таммі Джерніган, Кейді Колман, Джанет Каванді, Серена Ауньйон, Кейт Рубінс, Стефані Вілсон, Дотті Мецкаф-Лінденберг, Меган Макартур, Карен Найберг, Ліза Новак

Нижче наведено список жінок, які подорожували в космос, відсортований за датою першого польоту. Перша жінка полетіла в космос у 1963 році, на початку ери дослідження космосу, наступна полетіла майже через 20 років після попереднього польоту. Жінки в космосі стали звичайним явищем у 1980-х роках. Цей список включає як космонавток, так і астронавток.

## Історія
У липні 2016 року з 537 осіб, що здійснили космічну мандрівку, 61 були жінками. З Франції, Індії, Італії, Південної Кореї та Сполученого Королівства було по одній астронавтці; двоє з Канади, Китаю та Японії; четверо з Радянського Союзу; 45 із США. Час між першими астронавтами і астронавтками широко варіювався, залежно від країни. Першими з Великої Британії, Південної Кореї та Ірану у космосі були жінки, а в Радянському Союзі жінка полетіла в космос на кораблі Восток-6 через 2 роки після чоловіка. Перерва між першим американцем і першою американкою в космосі склала 22 роки між Freedom 7 і STS-7 відповідно. Для Китаю цей інтервал був майже вісім з половиною років між космічними польотами Шеньчжоу 5 і Шеньчжоу-9,  в Італії приблизно 12 років між космічним польотом STS-46 та експедицією 42.
Радянський Союз відправив перших двох жінок у космос з проміжком у 19 років. Це були астронавтки на місіях «Восток-6» і «Союз Т-7».
Чотири жінки в космосі були російськими або радянськими громадянками
Британські, французькі, італійські, іранські та південнокорейські астронавтки літали у рамках радянських і російських космічних програм. Аналогічним чином, астронавтки з Канади, Індії, Японії та Америки летіли у рамках космічної програми США. Рік відділив першу та другу американок у космосі. Аналогічно, між першою та другою китаянками в космосі також один рік: вони літали у послідовних місіях, Шеньчжоу 9 та Шеньчжоу 10.

## Космонавтки з завершеними космічними польотами
| #  | Зображення | Ім'я Дата народження                               | Країна          | Коментар | Місії (дата запуску) |
| -- | ---------- | -------------------------------------------------- | --------------- | --- | --- |
| 1  |            | Валентина Терешкова 6 березня 1937                 | СРСР            | Перша жінка у космосі. Наймолодша жінка у космосі (у віці 26 років). Єдина жінка, яка здійснила одиночний космічний політ. | Восток-6 (1963) |
| 2  |            | Світлана Савицька 8 серпня 1948                    | СРСР            | Перша жінка на космічній станції (Салют-7, 1982). Перша жінка, що виходила з корабля у космос (25 липня 1984). Перша жінка, що літала у космос двічі. | Союз Т-5 (1982) Союз Т-12 (17 липня 1984)                                                                                    |
| 3  |            | Саллі Райд 26 травня 1951 пом. 23 липня 2012       | США             | Перша американка у космосі. | STS-7 (1983) STS-41-G (1984)                                                                                                 |
| 4  |            | Джудіт Рєзнік 5 квітня 1949 пом. 28 січня 1986     | США             | Четверта жінка у космосі, друга американка у космосі. Загинула під час катастрофи Челенджера. | STS-41-D (30 серпня 1984) STS-51-L ( 28січня 1986)                                                                           |
| 5  |            | Кетрін Салліван 3 жовтня 1951                      | США             | Перша американська жінка, що вийшла з корабля у космос (11 жовтня 1984). | STS-41-G (5 жовтня 1984) STS-31 (24 квітня 1990) STS-45 (24 березня 1992)                                                    |
| 6  |            | Анна Лі Фішер Aug. 24, 1949                        | США             | Перша мати у космосі. | STS-51-A (8 листопада 1984)                                                                                                  |
| 7  |            | Маргарет Рі Седдон 8 листопада 1947                | США             | | STS-51-D (12 квітня 1985) STS-40 (5 червня 1991) STS-58 (18 жовтня 1993)                                                     |
| 8  |            | Шеннон Лусід 14 січня 1943                         | США             | Перша американка на космічній станції (Мир, 1996). Перша жінка китайського походження у космосі. Перша жінка, що полетіла в космос втретє, вчетверте і уп'яте. | STS-51-G (17 червня 1985) STS-34 (18 жовтня 1989) STS-43 (2 серпня 1991) STS-58 (18 жовтня 1993) STS-76/79 (22 березня 1996) |
| 9  |            | Бонні Джинн Данбар 3 березня 1949                  | США             | | STS-61-A (30 жовтня 1985) STS-32 (9 січня 1990) STS-50 (25 червня 1992) STS-71 (27 червня 1995) STS-89 (22 січня 1998)       |
| 10 |            | Мері Луїз Клів 5 лютого 1947                       | США             | | STS-61-B (26 листопада 1985) STS-30 (4 травня 1989)                                                                          |
| 11 |            | Еллен Бейкер 27 квітня 1953                        | США             | | STS-34 (18 жовтня 1989) STS-50 (25 червня 1992) STS-71 (27 червня 1995)                                                      |
| 12 |            | Кетрін Торнтон Aug. 17, 1952                       | США             | Третя жінка, що виходила у космос з корабля. Перша жінка, що виконувала численні виходи (14–15 травня 1992, 6 грудня 1993, 8 грудня 1993) | STS-33 (22 листопада 1989) STS-49 (7 травня 1992) STS-61 (2 грудня 1993) STS-73 (20 жовтня 1995)                             |
| 13 |            | Марша Сью Айвінс 15 квітня 1951                    | США             | | STS-32 (9 січня 1990) STS-46 (31 липня 1992) STS-62 (4 березня 1994) STS-81 (12 січня 1997) STS-98 (7 лютого 2001)           |
| 14 |            | Лінда Максін Годвін Jul. 2, 1952                   | США             | Четверта жінка, що виходила з корабля у космос (27 березня 1996, 10 грудня 2001) | STS-37 (5 квітня 1991) STS-59 (9 квітня 1994) STS-76 (22 березня 1996) STS-108 (5 грудня 2001)                               |
| 15 |            | Гелен Шарман 30 травня 1963                        | Велика Британія | Перша громадянка Британії у космосі. Друга жінка на космічній станції (Мир, 1991). | Союз ТМ-12/TM-11 (18 травня 1991)                                                                                            |
| 16 |            | Тамара Джерніган 7 травня 1959                     | США             | П'ята жінка, що виходила з корабля у космос (30 травня 1999) | STS-40 (5 червня 1991) STS-52 (22 жовтня 1992) STS-67 (2 березня 1995) STS-80 (19 листопада 1996) STS-96 (27 травня 1999)    |
| 17 |            | Міллі Г'юз-Фулфорд 21 грудня 1945                  | США             | Перша жінка-спеціалістка із вантажу | STS-40 (5 червня 1991) |
| 18 |            | Роберта Лінн Бондар 4 грудня 1945                  | Канада          | Перша канадка у космосі. Перша канадка українського походження у космосі. | STS-42 (22 січня 1992) |
| 19 |            | Ненсі Джен Дейвіс 1 листопада 1953                 | США             | Перше подружжя в космосі (полетіла в 1992 році з чоловіком Марком Лі). | STS-47 (12 вересня 1992) STS-60 (3 лютого 1994) STS-85 (7 серпня 1997)                                                       |
| 20 |            | Мей Джемісон 17 жовтня 1956                        | США             | Перша афроамериканка у космосі | STS-47 (12 вересня 1992) |
| 21 |            | Сьюзен Гелмс 26 лютого 1958                        | США             | Шоста жінка, що виходила з корабля в космос (11 березня 2001) | STS-54 (13 січня 1993) STS-64 (9 вересня 1994) STS-78 (20 червня 1996) STS-101 (19 травня 2000) STS-102/105 (8 березня 2001) |
| 22 |            | Еллен Очоа 10 травня 1958                          | США             | Перша латиноамериканка у космосі | STS-56 (8 квітня 1993) STS-66 (3 листопада 1994) STS-96 (27 травня 1999) STS-110 (8 квітня 2002)                             |
| 23 |            | Дженіс Елейн Восс 8 жовтня 1956 пом. 6 лютого 2012 | США             | | STS-57 (21 червня 1993) STS-63 (3 лютого 1995) STS-83 (4 квітня 1997) STS-94 (1 липня 1997) STS-99 (11 лютого 2000)          |
| 24 |            | Ненсі Джейн Каррі 29 грудня 1958                   | США             | | STS-57 (21 червня 1993) STS-70 (13 липня 1995) STS-88 (4 грудня 1998) STS-109 (1 березня 2002)                               |
| 25 |            | Мукай Тіакі 6 травня 1952                          | Японія          | Перша японка у космосі | STS-65 (8 липня 1994) STS-95 (29 жовтня 1998)                                                                                |
| 26 |            | Олена Кондакова 30 березня 1957                    | Росія           | Перша росіянка, що літала на двох різних космічних кораблях, Союз TM-20 та STS-84, обидві мандрівки до станції «Мир»; а також перша росіянка, що летіла на Спейс-Шаттлі | Союз TM-20 (3 жовтня 1994) STS-84 (15 травня 1997)                                                                           |
| 27 |            | Айлін Марі Коллінз Nov. 19, 1956                   | США             | Перша жінка-пілотеса шаттла та командирка шаттла | STS-63 (3 лютого 1995) STS-84 (15 травня 1997) STS-93 (23 липня 1999) STS-114 (26 липня 2005)                                |
| 28 |            | Венді Лоуренс 2 липня 1959                         | США             | | STS-67 (2 березня 1995) STS-86 (25 вересня 1997) STS-91 (2 червня 1998) STS-114 (26 липня 2005)                              |
| 29 |            | Мері Вебер 24 серпня 1962                          | США             | | STS-70 (13 липня 1995) STS-101 (19 травня 2000)                                                                              |
| 30 |            | Кетрін Колман 14 грудня 1960                       | США             | | STS-73 (20 жовтня 1995) STS-93 (23 липня 1999) Союз ТМА-20 (15 грудня 2010)                                                  |
| 31 |            | Клоді Еньєре 13 травня 1957                        | Франція         | Перша француженка у космосі. У 1996 летіла як Клоді Андре-Дее | Союз TM-24/TM-23 (17 серпня 1996) Союз TM-33/32 (21 жовтня 2001)                                                             |
| 32 |            | Сьюзен Кілрейн 24 жовтня 1961                      | США             | Друга жінка-пілотеса шаттла | STS-83 (4 квітня 1997) STS-94 (1 липня 1997)                                                                                 |
| 33 |            | Калпана Чавла 1 липня 1961 пом. 1 лютого 2003      | Індія/ США      | Перша американка індійського походження в космосі. Загинула у катастрофі шатлу «Колумбія» | STS-87 (19 листопада 1997) STS-107 (16 січня 2003)                                                                           |
| 34 |            | Кетрін Гайр 26 серпня 1959                         | США             | | STS-90 (17 квітня 1998) STS-130 (8 лютого 2010)                                                                              |
| 35 |            | Джанет Лінн Каванді 17 липня 1959                  | США             | | STS-91 (2 червня 1998) STS-99 (11 лютого 2000) STS-104 (12 липня 2001)                                                       |
| 36 |            | Жулі Пайєтт Oct. 20, 1963                          | Канада          | Перша франко-канадійка у космосі | STS-96 (27 травня 1999) STS-127 (15 липня 2009)                                                                              |
| 37 |            | Памела Мелрой 17 вересня 1961                      | США             | Друга жінка-командирка шатла | STS-92 (11 жовтня 2000) STS-112 (7 жовтня 2002) STS-120 (23 жовтня 2007)                                                     |
| 38 |            | Пеґґі Вітсон 9 лютого 1960                         | США             | Провела найбільше часу в космосі (сумарно) серед астронавтів США (665 днів); Сьома жінка, що виходила з корабля у космос (16 серпня 2002, 9 листопада 2007, 20 листопада 2007, 24 листопада 2007, 18 грудня 2007, 30 січня 2007, 6 січня 2017, 30 березня 2017, 12 травня 2017, 23 травня 2017). Найбільше EVA та найбільша кількість часу, проведеного в EVA, з усіх космонавток. Перша жінка-командир МКС (16 експедиція МКС). Найстарша жінка у космосі (у віці 57 років). | STS-111/113 (5 червня 2002) Союз TMA-11 (10 жовтня 2007) Союз МС-03 (17 листопада 2016)                                      |
| 39 |            | Сандра Маґнус 30 жовтня 1964                       | США             | | STS-112 (7 жовтня 2002) STS-126/119 (14 листопада 2008) STS-135 (8 липня 2011)                                               |
| 40 |            | Лорел Кларк 10 березня 1961 пом. 1 лютого 2003     | США             | Загинула у катастрофі шатлу «Колумбія» | STS-107 (16 січня 2003) |
| 41 |            | Стефані Діана Вілсон 27 вересня 1966               | США             | | STS-121 (4 липня 2006) STS-120 (23 жовтня 2007) STS-131 (5 квітня 2010)                                                      |
| 42 |            | Ліза Новак 10 травня 1963                          | США             | | STS-121 (4 липня 2006) |
| 43 |            | Гайдемарі Стефанишин-Пайпер 7 лютого 1963          | США             | Восьма жінка, що виходила в космос (12 вересня 2006, 15 вересня 2006, 18-19 листопада 2008, 20-21 листопада 2008, 22-23 листопада 2008). Перша американка українського походження у космосі | STS-115 (9 вересня 2006) STS-126 (14 листопада 2008)                                                                         |
| 44 |            | Ануше Ансарі 12 вересня 1966                       | Іран / США      | Четверта космотуристка і перша жінка-космотуристка. Перша іранка у космосі. | Союз TMA-9/8 (18 вересня 2006)                                                                                               |
| 45 |            | Суніта Лін Вільямс 19 вересня 1965                 | США             | Дев'ята жінка, що виходила у космос (16 грудня 2006, 31 січня 2007, 4 лютого 2007, 8 лютого 2007, 30 серпня 2012, 5 вересня 2012). | STS-116/117 (9 грудня 2006) Союз TMA-05M (15 липня 2012)                                                                     |
| 46 |            | Джоан Гіґґінботем 3 серпня 1964                    | США             | | STS-116 (9 грудня 2006) |
| 47 |            | Трейсі Колдвел Дайсон 14 серпня 1969               | США             | Одинадцята жінка, що виходила в космос (7 серпня 2010, 11 серпня 2010, 16 серпня 2010). Перша астронавтка, що народилася після польоту Аполлон-11. | STS-118 (8 серпня 2007) Союз TMA-18 (2 квітня 2010).                                                                         |
| 48 |            | Барбара Морган 28 листопада 1951                   | США             | Перша астронавтка-освітянка (проєкт Teacher in Space); Найстарша жінка у космосі на момент першого польоту (у віці 55 років). | STS-118 (8 серпня 2007) |
| 49 |            | Ї Со-йон 2 червня 1978                             | Південна Корея  | Перша кореянка у космосі | Союз ТМА-12 (8 квітень 2008)                                                                                                 |
| 50 |            | Карен Найберг 7 жовтня 1969                        | США             | | STS-124 (31 травня 2008) Союз ТМА-09М (28 травня 2013)                                                                       |
| 51 |            | Кетрін Меган Макартур 30 серпня 1971               | США             | | STS-125 (11 травня 2009) |
| 52 |            | Ніколь Стотт 11 листопада 1962                     | США             | Десята жінка, що виходила в космос (1–2 вересня 2009). | STS-128 (28 серпня 2009) STS-133 (24 лютого 2011)                                                                            |
| 53 |            | Дороті Меткаф-Лінденбергер 15 травня 1975          | США             | | STS-131 (5 квітня 2010) |
| 54 |            | Наоко Ямадзакі 27 грудня 1970                      | Японія          | | STS-131 (5 квітня 2010) |
| 55 |            | Шеннон Вокер 4 червня 1965                         | США             | | Союз TMA-19 (15 червня 2010)                                                                                                 |
| 56 |            | Лю Янг 6 жовтня 1978                               | КНР             | Перша китаянка у космосі | Шеньчжоу-9 (16 червня 2012)                                                                                                  |
| 57 |            | Ванг Япінг 27 січня 1980                           | КНР             | | Шеньчжоу-10 (11 червня 2013)                                                                                                 |
| 58 |            | Олена Сєрова 22 квітня 1976                        | Росія           | Учасниця 41-ї експедиції МКС. Перша росіянка на МКС. | Союз TMA-14M (25 вересня 2014)                                                                                               |
| 59 |            | Саманта Крістофоретті 26 квітня 1977               | Італія          | Астронавтка ESA. Перша італійка у космосі і перша італійка на МКС, експедиції 42/43. | Союз TMA-15M (23 листопада 2014)                                                                                             |
| 60 |            | Кетлін Рубінс 14 жовтня 1978                       | США             | | Союз МС-01 (6 липня 2016) |
| 61 |            | Серена Ауньйон-Ченселлор 9 квітня 1976             | США             | | Союз МС-09 (6 червня 2018)                                                                                                   |
| 62 |            | Енн Макклейн 7 червня 1979                         | США             | | Союз МС-11 (3 грудня 2018)                                                                                                   |

## Інші астронавтки і кандидатки
| Зображення | Ім'я                  | День народження Дата смерті         | Країна  | Коментар |
| ---------- | --------------------- | ----------------------------------- | ------- | --- |
|            | Крістіна Кох          | 2 лютого 1979                       | США     | Команда NASA Astronaut Group 21, «The 8 Balls», 2013. Кох відібрана для експедиції 59/60, яку Союз МС-12 доставить до Міжнародної космічної станції у березні 2019 року.                                                                       |
|            | Джессіка Меїр         | 15 липня 1977                       | США     | Команда NASA Astronaut Group 21, «The 8 Balls», 2013. Меїр відібрана для експедиції 62, яку Союз доставить до Міжнародної космічної станції в червні 2020 року.                                                                                |
|            | Ніколь Аунапу Манн    | 27 червня 1977                      | США     | Команда NASA Astronaut Group 21, «The 8 Balls», 2013. |
|            | Джанетт Еппс          | 2 листопада 1970                    | США     | Завершила підготовку кандидатів в астронавти у 2011 році. Еппс відібрана для експедиції 56, яку Союз МС-09 доставив до Міжнародної космічної станції в травні 2018, але 16 січня 2018 NASA оголосила, що Еппс замінить резервна Серена Ауньйон |
|            | Патрісія Робертсон    | 12 березня 1963 пом. 24 травня 2001 | США     | Астронавтка НАСА Група 17, «Пінгвіни», 1998 |
|            | Надія Кужельна        | 6 листопада 1962                    | Росія   | Пенсіонерка з 27 травня 2004 року. |
|            | Маріанна Мерчез       | 25 листопада 1960 р                 | Бельгія | Пенсіонерка з 1995. |
|            | Івонн Кегл            | 24 квітня 1959 р                    | США     | |
|            | Кріста Маколіфф       | 2 вересня 1948 пом. 28 січня 1986   | США     | Загинула у катастрофі шатла «Челленджер», 28 січня 1986. Місія запустилася, однак не перетнула лінію Кармана. Кабіна команди досягла піку на близько 20 км (понад межею Армстронга)                                                            |
|            | Тетяна Кузнєцова      | 14 липня 1941 пом. 28 серпня 2018   | СРСР    | У лютому 1962 року відібрана у групу підготовки 5 космонавток, до якої входила В.Терешкова. Відрахована з загону 1 жовтня 1969 року у зв'язку з розформуванням жіночої групи                                                                   |
|            | Жанна Йоркіна         | 6 травня 1939 пом. 25 травня 2015   | СРСР    | У лютому 1962 року відібрана у групу підготовки 5 космонавток, до якої входила В.Терешкова. Відрахована з загону 1 жовтня 1969 року у зв'язку з розформуванням жіночої групи                                                                   |
|            | Ірина Соловйова       | 6 вересня 1937                      | СРСР    | У лютому 1962 року відібрана у групу підготовки 5 космонавток, до якої входила В.Терешкова. Відрахована з загону 1 жовтня 1969 року у зв'язку з розформуванням жіночої групи                                                                   |
|            | Валентина Пономарьова | 18 вересня 1933                     | СРСР    | У лютому 1962 року відібрана у групу підготовки 5 космонавток, до якої входила В.Терешкова. Відрахована з загону 1 жовтня 1969 року у зв'язку з розформуванням жіночої групи                                                                   |